# روبرت ليندلي موراي
روبرت ليندلي موراي (بالإنجليزية: Robert Lindley Murray)‏ مواليد 03 نوفمبر 1893 في سان فرانسيسكو، الولايات المتحدة - الوفاة 17 يناير 1970 في نيويورك، كان لاعب كرة مضرب أمريكي بدأ مسيرته كمحترف سنة 1913 وكان يلعب باليد اليسرى، اعتزل اللعب في 1926. كما أنه أحد أبطال الجراند سلام. أعلى تصنيف له في الفردي كان المركز الـ 2 في سنة 1917.

## النهائيات

### اللقب (2)
| السنة | الدورة            | المنافس             | النتيجة            |
| 1917  | البطولة الأمريكية | ناثانيل دبليو نايلز | 5–7, 8–6, 6–3, 6–3 |
| 1918  | البطولة الأمريكية | بيل تيلدن           | 6–3, 6–1, 7–5      |

## روابط خارجية
- روبرت ليندلي موراي على موقع رابطة محترفي التنس (الإنجليزية)
- روبرت ليندلي موراي على موقع قاعة مشاهير كرة المضرب الدولية (الإنجليزية)